# Schwäbischer Dichterpreis
Der Schwäbische Dichterpreis war ein am 9. Februar 1935 von dem württembergischen Ministerpräsidenten und Kultusminister Christian Mergenthaler geschaffener NS-Literaturpreis für in Württemberg geborene oder wirkende Schriftsteller, der von 1935 bis 1942 jeweils am Geburtstag von Friedrich Schiller (10. November) in einem Festakt im Staatstheater in Stuttgart vergeben wurde. Die Gründung erfolgte (wie auch die Gründung des Volksdeutschen Schrifttumspreises)  im Rahmen einer von der Reichsschrifttumskammer mit Unterstützung durch die Landesstelle Württemberg-Hohenzollern des Reichsministeriums für Volksaufklärung und Propaganda organisierten Propagandaveranstaltung, die unter dem Titel „Ehrentag der Schwäbischen Dichtung“ vom 9. bis 11. Februar 1935 in Stuttgart, Marbach und Tübingen durchgeführt wurde.
Den mit 3.000 Reichsmark dotierten Preis konnten nach Paul Sauer (1975) nur solche Autoren erlangen, „deren politisch-literarisches Wohlverhalten über jeden Zweifel erhaben war.“ Die letztmalige Vergabe 1942 durch „Ministerpräsident Kultminister Professor Mergenthaler“ fand jedenfalls „im Einvernehmen mit Gauleiter Reichsstatthalter Murr und Reichspropagandaminister Doktor Goebbels“ statt. Mit Literaturpreisen wie dem Schwäbischen Dichterpreis sollten – so auch die neueste Forschung – Schriftsteller „finanziell gefördert und propagandistisch herausgestellt werden, die sich in ideologischer Nähe zum NS-Regime befanden“.
Durch die Verleihung, über die in Zeitungen und Zeitschriften berichtet wurde, erlangten die Preisträger größere, auch überregionale Bekanntheit und – nicht unwichtig auch für die Verlage – eine Steigerung der Auflage. Von Veit Bürkle etwa heißt es, ihm sei erst mit dem Schwäbischen Dichterpreis von 1937 der Durchbruch gelungen.
Der Preis wurde acht Mal an insgesamt 12 Dichter und Dichterinnen verliehen. Wenn mehrere Personen in einem Jahr zu den Preisträgern zählten, wurde das Preisgeld zu gleichen Teilen aufgeteilt. Bei den Verleihungen wurden daneben Belobigungen für weitere erwähnenswerte Werke des Preiszeitraums ausgesprochen. Zehn der zwölf Preisträger gehörten dem Schwäbischen Dichterkreis von 1938 an.
Am 24. Januar 1943 gab Gauleiter Reichsstatthalter Murr bei der Schlusskundgebung einer Gaukulturarbeitstagung in Stuttgart bekannt, dass „wie die ausübende Kunst auch das künstlerische Wirken schöpferischer Menschen gefördert werden müsse“. Dazu verkündete er „die Stiftung eines Württembergischen Gaukulturpreises in Höhe von 10.000.– RM“ an Stelle des Schwäbischen Dichterpreises, der dieser Aufgabe bisher gedient habe. Der neue Preis solle „für hervorragende Leistungen oder auch ein Lebenswerk auf den Gebieten des Schrifttums, der Musik, der Malerei oder der bildenden Künste“ vergeben werden. Zur Umsetzung des Plans ist es jedoch kriegsbedingt nicht mehr gekommen.

## Preisträger
- 1935: Georg Schmückle für das Buch Engel Hiltensperger. Der Roman eines deutschen Aufrührers. Deutsche Hausbücherei, Hamburg 1930,[9] und Gerhard Schumann für den Gedichtband Fahne und Stern. Gedichte. Langen Müller, München 1934.[10]
- 1936: Ludwig Finckh als  „mutige(r) Kämpfer für deutsche Art und deutsche Heimat“ für den Gedichtband Trommler durch die Welt. Franz F. Heine, Tübingen 1936,[11] August Lämmle als  „bodenverbundene(r) Schilderer der schwäbischen Menschen und Erhalter schwäbischen Brauchtums“ für das Buch Schwäbisches und Allzuschwäbisches. Fleischhauer & Spohn Verlag, Stuttgart 1936,[11] und Anna Schieber als  „warmherzige Künderin edler deutscher Mütterlichkeit“ für das Buch Wachstum und Wandlung. Ein Lebensbuch. Rainer Wunderlich Verlag, Tübingen 1935.[11]
- 1937: Veit Bürkle (Karl Heinrich Bischoff) für das Buch Bis zur Heimkehr im Sommer. Grohte'sche Verlagsbuchhandlung, Berlin 1936.[12]
- 1938: Hans Heinrich Ehrler für sein Werk Mit dem Herzen gedacht. Betrachtungen. Langen Müller, München 1938,[13] bzw. „für sein Gesamtwerk“.[14] – In genannten Jahr waren vier weitere Werke in der engeren Wahl gewesen, die „besondere Würdigung und lobende Erwähnung“ fanden, Werke von Helmut Paulus, Wilhelm Schloz, Wilhelm Schussen und Hans Reyhing.[15] Die genannten Autoren waren allesamt Mitglieder des Schwäbischen Dichterkreises von 1938.
- 1939: Heinrich Lilienfein „nach Anhörung des Preisgerichts“ für sein Werk In Fesseln – frei. Ein Schubart–Roman. Fleischhauer & Spohn Verlag, Stuttgart 1938.[16]
- 1940: Georg Stammler (Ernst Emanuel Krauss) für den Gedichtband Streit und Stille. Gedichte. Georg Westermann, Braunschweig-Berlin-Hamburg 1940, und das Buch Was uns stark macht. Gedanken zur deutschen Aufgabe. Georg Westermann, Braunschweig-Berlin-Hamburg 1940,[17] sowie  Max Reuschle für die Gedichtbände Brudergestirn. Neue Gedichte. Hohenstaufen Verlag, Stuttgart 1939, und Volk, Land und Gott. Deutsche Gesänge. Langen Müller, München 1935,[18]
- 1941: Otto Rombach für den Roman Der junge Herr Alexius. Deutsche Verlags-Anstalt, Stuttgart-Berlin 1940.[19]
- 1942: Auguste Supper[5] für ihr Gesamtwerk.